# Copa del Generalíssim de futbol 1948-49
La Copa del Generalíssim de futbol 1948-49 va ser la 45ena edició de la Copa d'Espanya.

## Tercera Ronda
26 de desembre.
| Equip 1              | Marcador | Equip 2                     |
| -------------------- | -------- | --------------------------- |
| Pontevedra CF        | 1-2      | Sociedad Gimnástica Lucense |
| Real Avilés CF       | 8-0      | Maestranza Aérea de León    |
| Arenas Club          | 3-2      | SD Indauchu                 |
| CA Osasuna           | 3-1      | Maestranza Aérea de Logroño |
| RCD Mallorca         | 3-2      | FC Martinenc                |
| Arenas SD Zaragoza   | 2-1      | Terrassa FC                 |
| Gimnástica Segoviana | 2-4      | UD Salamanca                |
| Tomelloso CF         | 1-0      | CD Badajoz                  |
| CD Segarra           | 1-0      | Alacant CF                  |
| UD Almería           | 1-2      | Albacete Balompié           |
| RCD Córdoba          | 3-2      | Cadis CF                    |
| SD Ceuta             | 3-2      | UD Melilla                  |

## Quarta Ronda
2 de gener.
| Equip 1                     | Marcador | Equip 2           |
| --------------------------- | -------- | ----------------- |
| Deportivo La Coruña         | 3-0      | Club Ferrol       |
| Sociedad Gimnástica Lucense | 1-2      | Celta de Vigo     |
| Real Avilés CF              | 1-2      | Real Gijón        |
| Barakaldo CF                | 3-0      | Real Santander    |
| Athletic Club               | 8-2      | Arenas Club       |
| Reial Societat              | 1-0      | CA Osasuna        |
| CE Sabadell                 | 2-4      | Girona FC         |
| CF Badalona                 | 0-2      | RCD Mallorca      |
| Arenas SD Zaragoza          | 2-1      | CE Castelló       |
| Hèrcules CF                 | 3-2      | CD Segarra        |
| UD Salamanca                | 6-1      | Llevant UE        |
| CD Mestalla                 | 1-2      | CE Alcoià         |
| Reial Múrcia                | 2-3      | Albacete Balompié |
| Tomelloso CF                | 0-1      | Granada CF        |
| RCD Córdoba                 | 0-3      | Sevilla CF        |
| CD Málaga                   | 6-1      | SD Ceuta          |

## Cinquena Ronda
13 de març.
| Equip 1           | Marcador | Equip 2                |
| ----------------- | -------- | ---------------------- |
| Real Gijón        | 2-3      | Deportivo de La Coruña |
| Celta de Vigo     | 6-3      | UD Salamanca           |
| Barakaldo CF      | 0-3      | Reial Societat         |
| Athletic Club     | 7-0      | Arenas SD Zaragoza     |
| Girona FC         | 4-2      | RCD Mallorca           |
| Albacete Balompié | 1-0      | CE Alcoià              |
| Granada CF        | 2-1      | Hèrcules CF            |
| Sevilla CF        | 5-2      | CD Málaga              |

## Vuitens de final
21 i 24 d'abril.
| Equip 1                 | Global | Equip 2            | Anada | Tornada     |
| ----------------------- | ------ | ------------------ | ----- | ----------- |
| RCD Espanyol            | 3-2    | Celta de Vigo      | 3-1   | 0-1         |
| Gimnàstic de Tarragona  | 5-4    | Albacete Balompié  | 5-1   | 0-3         |
| Reial Madrid CF         | 3-3    | Athletic de Bilbao | 2-2   | 1-1         |
| Deportivo de La Coruña  | 0-1    | València CF        | 0-1   | partit únic |
| Reial Societat          | 4-0    | Real Oviedo        | 4-0   | partit únic |
| FC Barcelona            | 9-0    | Girona FC          | 9-0   | partit únic |
| Granada CF              | 4-1    | Reial Valladolid   | 4-1   | partit únic |
| Club Atlético de Madrid | 2-1    | Sevilla CF         | 2-1   | partit únic |

- Desempat

| Equip 1         | Marcador | Equip 2       |
| --------------- | -------- | ------------- |
| Reial Madrid CF | 1-3      | Athletic Club |

## Quarts de final
1 i 8 de maig.
| Equip 1            | Global | Equip 2                 | Anada | Tornada |
| ------------------ | ------ | ----------------------- | ----- | ------- |
| RCD Espanyol       | 7-6    | Club Atlético de Madrid | 6-1   | 1-5     |
| Athletic de Bilbao | 3-2    | Gimnàstic de Tarragona  | 3-0   | 0-2     |
| Granada CF         | 2-7    | FC Barcelona            | 2-2   | 0-5     |
| València CF        | 5-3    | Reial Societat          | 3-2   | 2-1     |

## Semifinals
15 i el 22 de maig.
| Equip 1      | Global | Equip 2            | Anada | Tornada |
| ------------ | ------ | ------------------ | ----- | ------- |
| RCD Espanyol | 3-8    | Athletic de Bilbao | 1-2   | 2-6     |
| València CF  | 5-4    | FC Barcelona       | 3-1   | 2-3     |

## Tercera posició
| FC Barcelona                    | 3 - 1 | RCD Espanyol |
| ------------------------------- | ----- | ------------ |
| Serratusell 27' · Canal 42' 61' |       | Calvo 35'    |

## Final
| València CF | 1 - 0 | Athletic de Bilbao |
| ----------- | ----- | ------------------ |
| Epi 62'     |       |                    |

## Campió
| Campions de la Copa d'Espanya 1949   |
| ------------------------------------ |
| · València Club de Futbol · 2n títol |